# Церковь Святого Карапета (Тбилиси)
Церковь Святого Карапета (груз. წმინდა კარაპეტის ეკლესია; арм. Սուրբ Կարապետ եկեղեցի) — изначально армянская апостольская, а в 1995 году переделанная в грузинскую православную, церковь между районами Чугурети и Авлабари в Тбилиси, Грузия.

## Основание
Дата основания церкви точно не ясна, из-за взаимоисключающих друг друга исторических фактов, известных на сегодня. По данным Нерсеса Аштаракеци церковь основана в 1705 году Багдасаром Исаак Камазовым и позднее отреставрирована обществом. По другим данным церковь была построена Казазовым в 1400 году и отреставрирована в 1790. Возможно, что Казазов и Камазов это один и тот же человек, но диапазон дат очень большой, чтобы делать выводы.

## Интересные факты
- Среди известных армян, которые учились здесь, был Нар-Дос
- Церковь была украшена декоративными дверями в лучших традициях армянского искусства, но двери были сняты в 1995 г.

## История
Церковь в советское время не действовала. Позднее церковь была освящена в грузинскую, передана Грузинской церкви и сегодня действует в таком статусе.

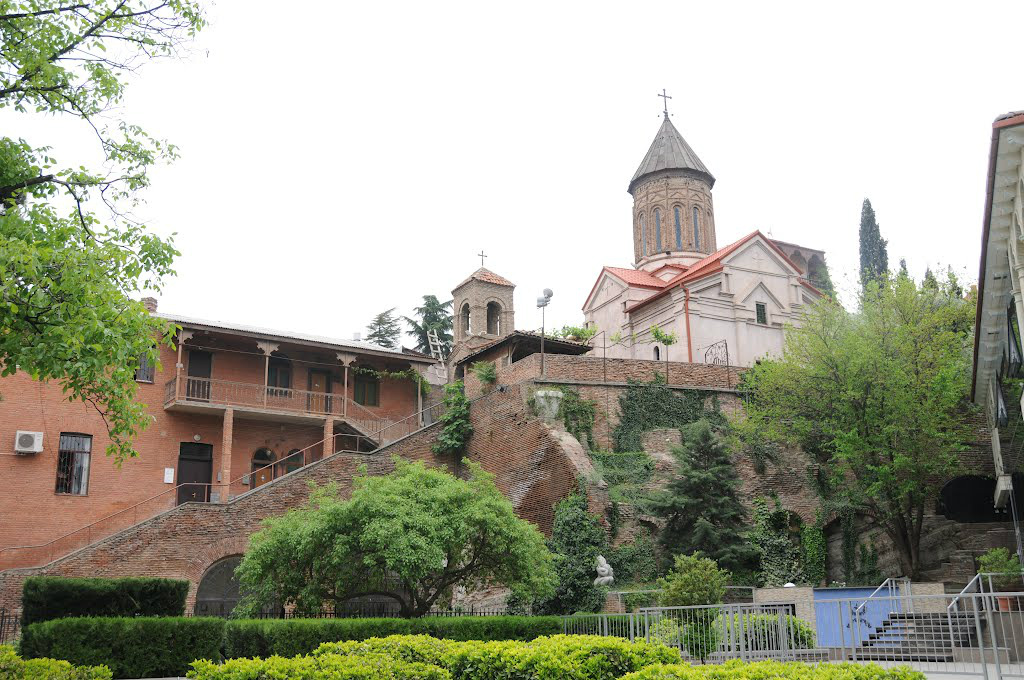
Вид церкви на 2012 год